# Esteban IV de Hungría
Esteban IV de Hungría (en húngaro: IV. István; en latín: Stephanus IV) (Buda, 1132 - Esztergom, 1165). Decimoquinto Rey de Hungría (1163-1165). Hijo de Bela II el Ciego y hermano de Géza II y Ladislao II.

## Biografía
Al morir su padre, el rey Bela II, ascendió al trono el hermano mayor, Géza II en 1141 a los 11 años de edad. El reino fue gobernado por la reina viuda Helena de Raška y por su hermano Belos Vukanović, quienes eran los tutores del joven rey Géza II. Los tres hermanos huérfanos fueron entonces cuidados por su madre y otros nobles, y Géza ejerció el poder desde temprana edad. En 1146, viéndose forzado a enfrentarse a un príncipe de Kiev llamado Boris Kolomanovic, quien reclamaba el trono húngaro afirmando ser hijo del fallecido Colomán de Hungría, Géza a sus 15 años de edad lo derrotó y de esta forma conservó el trono.
A partir de 1148 Géza enfrentó al emperador bizantino Manuel I Comneno, quien era hijo de Santa Piroska de Hungría y el emperador Juan II Comneno. Durante estas guerras los hermanos de Géza II se hallaban descontentos con su posición en la esfera de poder y, por esto, Esteban IV se rebeló contra su hermano el rey en 1157 con asistencia del noble Belos Wukanowicz, y tras su intento fallido obtuvo la protección del emperador bizantino y se mudó a Constantinopla. En 1160 Ladislao II intentó exactamente lo mismo contra su hermano y halló cobijo junto con su hermano Esteban IV en Constantinopla, junto al emperador Manuel. Posteriormente Esteban IV desposó a la princesa bizantina María Comnena, hija del príncipe bizantino Isaac Comneno, y sobrina del emperador Manuel I Comneno.
Al fallecer Géza II en 1162, fue coronado su hijo Esteban III de Hungría, ante lo cual Esteban IV y su hermano Ladislao II comenzaron a protestar desde Constantinopla y pronto acompañaron al emperador con ansias de obtener la corona húngara. En el mismo año de 1162 Ladislao II, apoyado por los nobles húngaros, fue coronado rey, mientras que el príncipe Esteban IV -no tan popular y candidato del emperador bizantino- no consiguió el trono húngaro. A los pocos meses Ladislao II fue envenenado y tras su muerte en 1163, Esteban IV fue coronado desplazando a su sobrino y gobernando para el emperador bizantino.
Después de la partida del ejército bizantino de suelo húngaro, Esteban III se apresuró a atacar a las fuerzas de Esteban IV junto a la ciudad de Szekesfehárvár el 19 de julio de 1163, derrotando a su tío, al cual le permitió huir a Constantinopla. En los próximos dos años los ejércitos bizantinos de Manuel y Esteban IV atacaron tres veces a las fuerzas húngaras para obtener el trono, hasta que en 1165 el emperador decidió finalmente firmar la paz con Esteban III. Como parte de este acuerdo, Esteban III envió a su hermano menor Bela a Constantinopla para que fuese criado como protegido del emperador.
Esteban IV fue asesinado en el castillo de Zimony en 1165 por sus propios fieles.